# Matevž Lenarčič
Matevž Lenarčič, slovenski pilot, alpinist, fotograf in avanturist, * 22. maj 1959, Trbovlje.
Lenarčič je doslej z ultralahkim letalom po neuspelem poizkusu leta 2002 dvakrat obletel svet, leta 2004 in 2012. Leta 2005 je preletel države vzhodne Afrike, med letoma 2006 in 2009 pa je večkrat preletel Alpe in izdal fotomonografijo z aerofotografijami celotne alpske verige Alpe, kot jih vidijo ptice. Lenarčič leti z letali slovenskega proizvajalca Pipistrel.
Leta 2012 je z ultralahkim letalom Pipistrel Virus SW obletel svet med 8. januarjem in 19. aprilom. Na tej poti, zasnovani kot projekt GreenLight WorldFlight (GLWF), je 29. marca preletel tudi goro Everest. 18. junija 2013 je bil na izboru Flightglobal Achievement Awards v Parizu izglasovan kot najboljši letalec leta 2013 in premagal celo medijsko zvezdo Felixa Baumgartnerja, ki je v istem ocenjevalnem obdobju postavil svetovni padalski rekord. 25. marca 2016 je z ultralahkim letalom Dynamic podjetja Aerospool v okviru projekta GreenLight WorldFlight s portoroškega letališča v Sečovljah poletel okoli sveta, na poti je meril koncentracije črnega ogljika v zraku. 22. aprila je po 42.000 km in petnajstih etapah končal pot okoli sveta v Sečovljah.